# Roraima-Tepui
Der Roraima-Tepui (aus Pemón roroi ‚türkisblau‘, ‚fruchtbar‘, ma ‚groß‘), portugiesisch und spanisch Monte Roraima oder Cerro Roraima, englisch Mount Roraima, ist ein 2810 m hoher Tepui im Dreiländereck zwischen Venezuela, Brasilien und Guyana. Er ist der höchste Tafelberg der Welt. Seit 2001 gehört der brasilianische Teil des Gebietes zum Parque Nacional do Monte Roraima.
Er ist Namensgeber des brasilianischen Bundesstaates Roraima. Bis 1962 hieß die Region Território do Rio Branco, doch immer wieder kam es zu Fehlleitungen von Briefsendungen und Einwanderern, die in diese Region wollten, aber in der damaligen Hauptstadt Rio Branco des Acre-Territoriums ankamen.

## Lage und Daten
In der Gran Sabana befinden sich 115 Tepuis (durch Erosion entstandene Tafelberge), von denen der Roraima-Tepui und der Auyan-Tepui die bekanntesten sind. Die größte Ausdehnung des Roraima-Hochplateaus beträgt etwa 15 km und erhebt sich bis zu 700 Meter über den tropischen Regenwald. Westlich vom Mt. Roraima befindet sich der Zwillingstepui Kukenán.
Die Landschaft auf dem Hochplateau ist ein Felslabyrinth mit vielen Schluchten – teilweise mehrere hundert Meter tief – und keine Hochebene, wie man früher annahm. Der Sandstein besteht zu 95 Prozent aus reinem Quarz und ist durchzogen von vielen hydrothermalen Quarzgängen. Daher kann man auf der Oberfläche immer wieder Zusammenschwemmungen aus lauter kleinen Quarzkristallen und auch ganze Kristallstufen finden, die aus diesen Gängen stammen. Das Gebiet gehört zu einem Nationalpark, daher ist die Mitnahme jeglicher Mineralien vom Roraima untersagt.

## Geologie
Der Roraima-Tepui besteht aus Sandstein aus dem Proterozoikum, der vor etwa 1,7 bis 2 Milliarden Jahren entstanden ist, und damit zu den ältesten Gesteinen der Erde gehört.
Er enthält große Mengen an Quarzablagerungen,
insbesondere (98 %) Kieselsäurepartikel (englisch silica),
die weiße oder rosafarbene Kristalle von mehreren Zentimetern Länge bilden.
Diese Gesteine liegen auf einer Basis aus Granit und Gneis und waren ursprünglich von Schichten aus mesozoischem Ton, Konglomerat und Diorit bedeckt, wurden aber in den letzten 180 Millionen Jahren per Erosion und Orogenese (Gebirgsbildung) freigelegt und durch Niederschläge zu seltsamen Formen erodiert.
Der Boden der Sandsteinmatrix ist stark sauer, nährstoffarm und sehr fein.
Intensive Niederschläge verhindern die Fixierung von Nährstoffen und Partikeln und damit die Bildung von Vegetation und Boden auf den Hügeln.

### Höhlensystem
Durch die zahlreichen Höhlen und Spalten im Inneren des Plateaus weist der Roraima-Tepui eine Pseudokarststruktur auf, d. h. eine karstartige Struktur, obwohl er nicht aus dem dafür charakteristischen Kalk-, sondern Sandstein besteht.
Diese Höhlen bilden ein über 15 km langes Netz mit einem Gesamthöhenunterschied von 73,21 m.
Das Höhlensystem „Roraima Sur“ (bzw. die „Cueva Ojos de Cristal“) ist das größte Quarzhöhlensystem der Welt.

## Fauna und Flora
Auf der Hochebene des Tepuis wachsen hauptsächlich Flechten, Gräser, Stegolepis guianensis, Orectanthe sceptrum und verschiedene Orchideen. Der nährstoffarme Sandsteinboden ist aber auch ideal für fleischfressende Pflanzen, wie Sumpfkrüge, Reusenfallen und Sonnentauarten. Die Tierwelt besteht aus Insekten, Vögeln, Lurchen (beispielsweise Oreophrynella quelchii) sowie kleineren Reptilien (Schlangen, Echsen) und Säugetieren (Mäuse). Auf dem Roraima sind etwa 80 Prozent aller Organismen endemisch, d. h., es handelt sich um eine einzigartige, nur auf dem Tepui vorkommende Tier- und Pflanzenwelt, wie sie an keinem anderen Ort der Welt zu finden ist. Eine Ursache ist die mehrere hundert Meter hohe Steilwand, die eine unüberwindbare Barriere darstellt, eine andere das unterschiedliche Klima, das zu einer thermischen Isolation gegenüber dem Regenwald führt. Auf dem Boden herrscht ein feuchtes, tropisches Klima (≈ 30 °C), auf dem Plateau dagegen ein eher gemäßigtes (≈ 10 °C) mit unterschiedlichen Wetterverhältnissen.
Im Höhlensystem wurden zahlreiche Bakterienarten gefunden, die dort unter Lichtabschluss leben, darunter Janthinobacterium-ähnliche Stämme (Burkholderiales, Betaproteobacteria).

## Entstehung

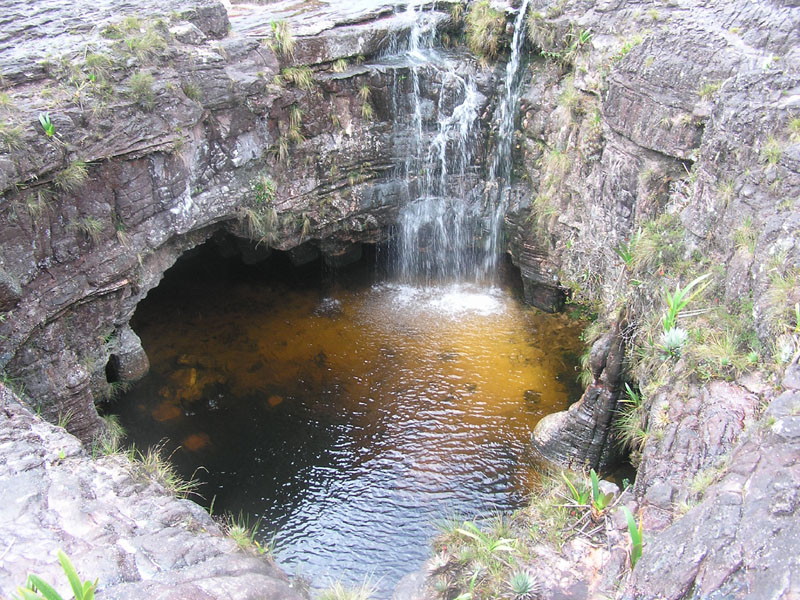
El Foso auf Roraima.

Lange Zeit war eine Datierung der Entstehung des Roraima-Tepuis unmöglich. Der Sandstein enthält keine Fossilien, mit denen man das Alter bestimmen könnte. In den 1980er Jahren entdeckte man besondere Gesteinseinschlüsse, die aus tiefen Erdschichten stammten und durch Risse im Sandstein nach oben transportiert wurden, wo die glutförmige Masse erstarrte. Dieses Gestein enthält radioaktive Elemente, u. a. Uran, das mit einer Halbwertszeit von Milliarden Jahren zu Blei zerfällt; daher kann der Zeitpunkt des Erstarrens mittels Uran-Blei-Datierung bestimmt werden. Die Sandsteineinschlüsse ergaben ein Alter von 1,8 Milliarden Jahren. Da dies jedoch nur angibt, wann das Gestein erstarrte, muss der Tepui-Sandstein selbst deutlich älter sein. Geologen vermuten die Entstehung des Tepui-Sandsteins vor 2 Milliarden Jahren. Die Teilung des Tepuisandsteins in Roraima und Kukenam geschah vermutlich vor 160 Millionen Jahren, als der Urkontinent Gondwana auseinanderbrach und Südamerika nach Westen driftete. Wahrscheinlich war ein gewaltiges Erdbeben Ursache dieser Teilung.
Die Höhlen entstanden durch das Eindringen von Oberflächenwasser, so dass der Wasserstand in ihnen stark von den Niederschlägen auf der Oberfläche des Plateaus abhängt: Längere Trockenheit kann die Wasserwege austrocknen, und trockene Höhlen können umgekehrt zu unterirdischen Flüssen werden.
Das Wasser, das in die Höhle eindringt, strömt in die Felsspalten und fließt in Form von Wasserfällen am Berghang wieder heraus, so dass am Fuß des Berges zahlreiche Bäche entstanden.

## Geschichte

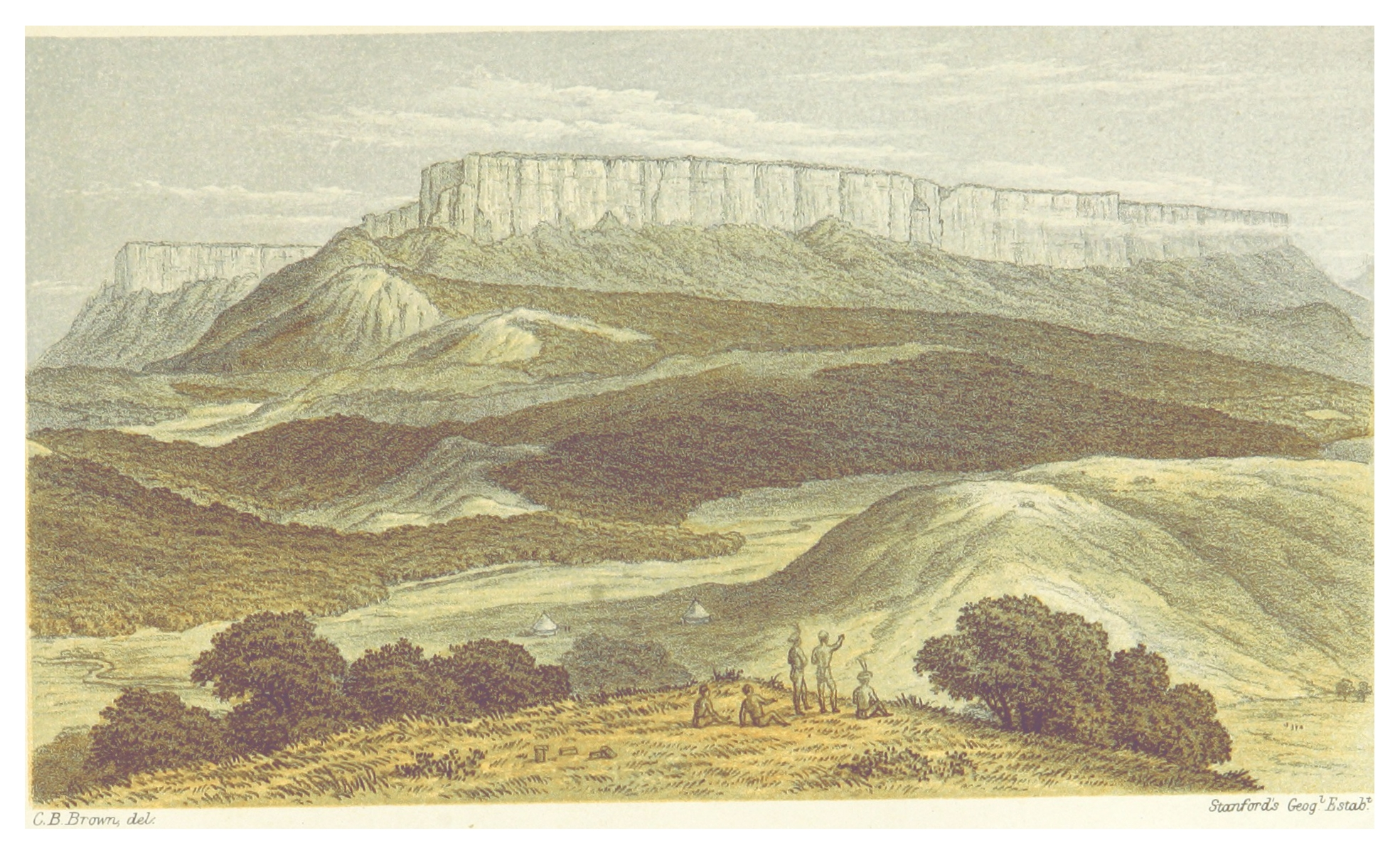
Roraima-Tepui (1876)

Die ansässigen Ureinwohner versuchten nie, den Roraima-Tepui zu besteigen, und auch die Entdecker des 18. und Anfang des 19. Jahrhunderts konnten nur spekulieren, was sich auf dem Hochplateau befand. Man vermutete ausgestorbene Tierarten (gar Saurier), die dort überlebt hätten. Mehrere Naturforscher, Geographen, Botaniker und Anthropologen erforschten das Gebiet um den Roraima, wie Richard und Robert Schomburgk (zwischen 1838 und 1844), Ernst Ule (1909/10) und Theodor Koch-Grünberg (1911). Am 18. Dezember 1884 gelang dem britischen Forscher Everard Im Thurn die Erstbesteigung des Mount Roraima. Er fand nur Kräuter und Sträucher vor. Ende des 19. Jahrhunderts kam es zu einem Konflikt, als Großbritannien von Britisch-Guyana aus die Region der Tepuis annektieren wollte, da man in der Umgebung Bodenschätze (z. B. Diamanten) fand. Sie zogen sich jedoch auf Verlangen von US-Präsident Grover Cleveland wieder zurück. 1899 wurde ein internationales Tribunal in Paris einberufen, um den Grenzstreit zu klären. Hierbei wurde beschlossen, dass der größte Teil des Gebietes (inklusive Roraima) zu Britisch-Guayana gehöre. Da der Zugang bis heute nur von venezolanischer Seite möglich ist, konnten die Briten das Gebiet jedoch nicht erschließen.
Im Jahr 2010 gelang einer Expedition mit Stefan Glowacz die Erstbegehung der Route „Behind the Rainbow“ (IX+/X-), eine Route durch die überhängenden Felswände des Berges. Glowacz, Holger Heuber und Kurt Albert waren zwei Wochen unterwegs, um mit Einbäumen auf Flussläufen und dann zu Fuß an den Berg zu gelangen. Weil ihnen der Anstieg zu steil und zu gefährlich wurde, traten die Einheimischen, die von den Kletterern engagiert worden waren, um beim Transport der schweren Ausrüstung zu helfen, vorzeitig den Rückweg an. Über die Expedition entstand 2013 der Film Jäger des Augenblicks – Ein Abenteuer am Mount Roraima.

## The Lost World

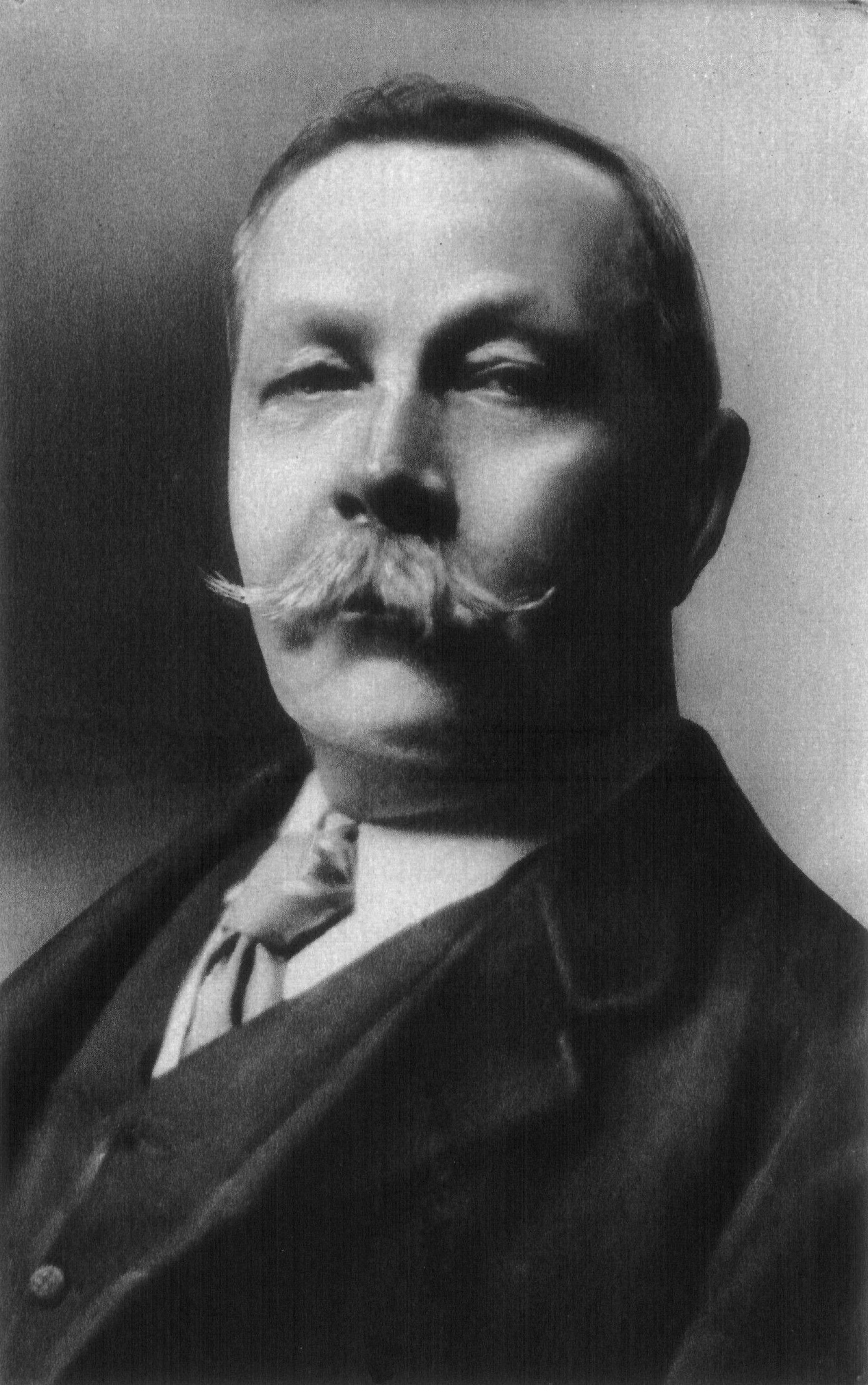
Conan Doyle, der Verfasser von The Lost World (1912)

Berichte des berühmten Südamerika-Forschers Sir Robert Hermann Schomburgk inspirierten den englischen Landarzt und Schriftsteller Arthur Conan Doyle zum Roman The Lost World (1912) über die Entdeckung einer lebenden prähistorischen Welt voller Saurier und urzeitlicher Pflanzen. Arthur Conan Doyle nennt in seinem Buch jedoch nie den Namen Roraima. Im Roman gilt der Tafelberg als unbesteigbar. Nur durch einen Trick gelingt es den Romanfiguren, auf das Plateau zu kommen, nämlich indem sie eine vorgelagerte Felsnadel ersteigen und die Schlucht mit einem gefällten Baum überqueren. Diese Felsnadel gibt es auch in der Wirklichkeit, sie ist aber mehr als nur eine Baumlänge vom Plateau entfernt.

## Bildergalerie

Landkarte
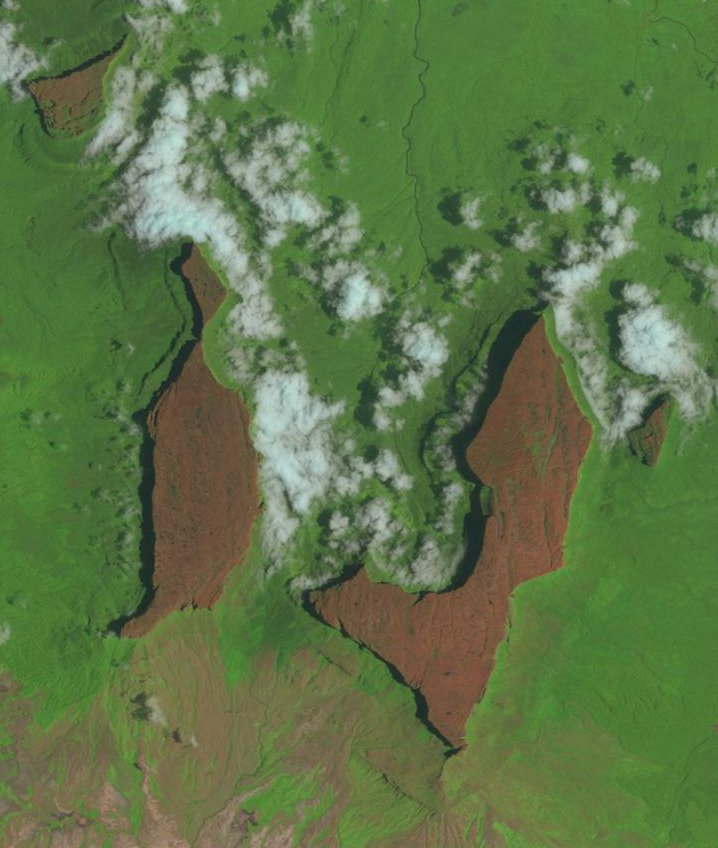
Satellitenaufnahme
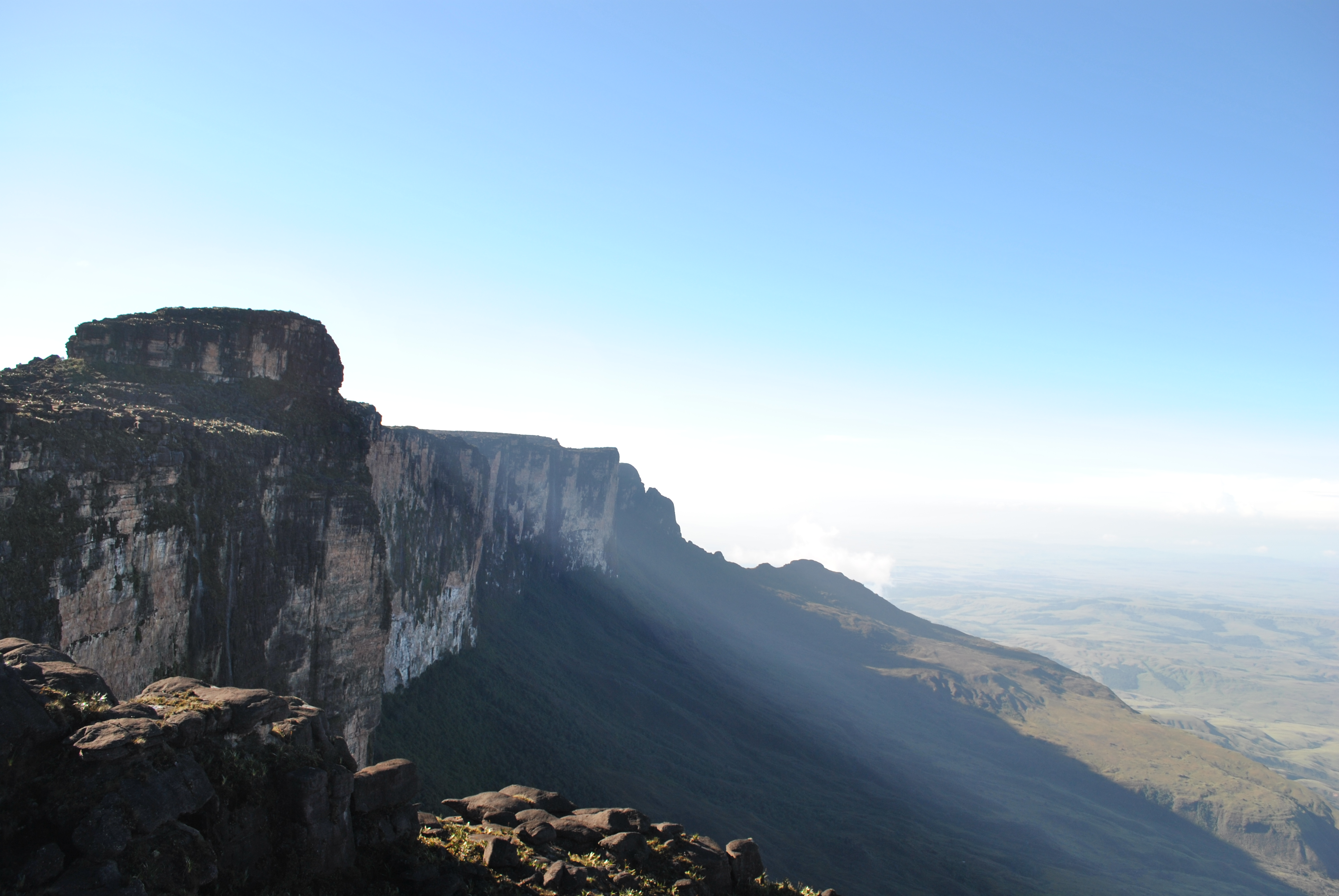
Maverick Rock (links), höchster Punkt des Roraima-Tepui (2810 m)
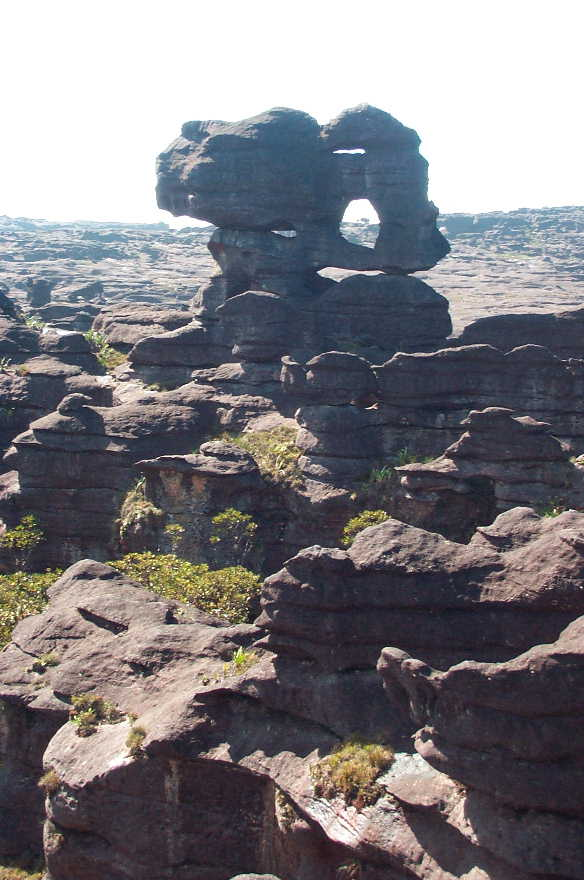
Hochplateau des Roraima-Tepui
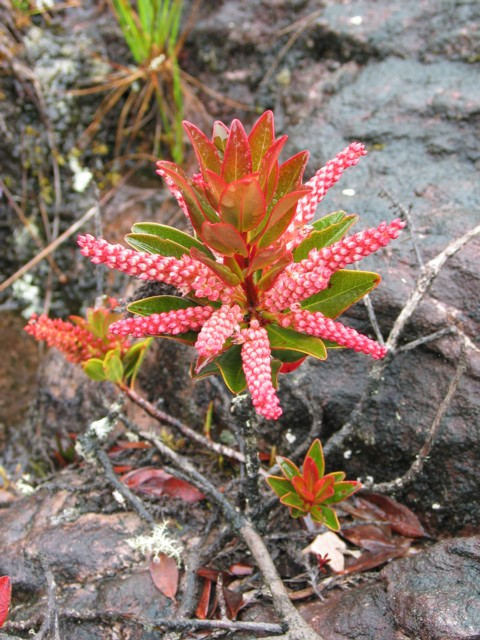
Cyrilla racemiflora auf dem Roraima-Tepui
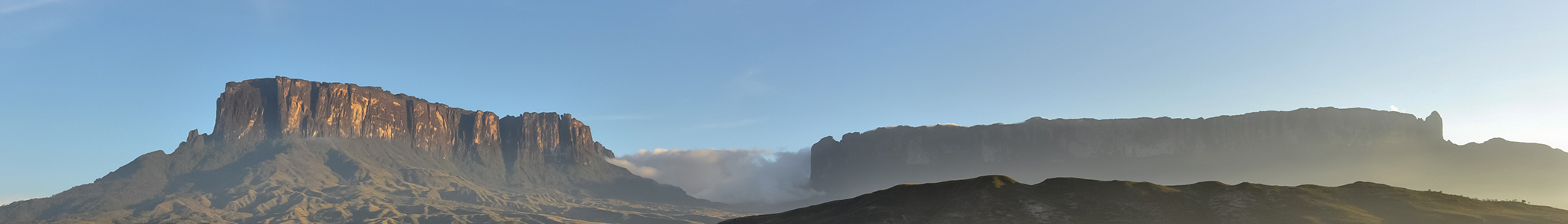
Kukenan-Tepui (links) und Roraima-Tepui (rechts)
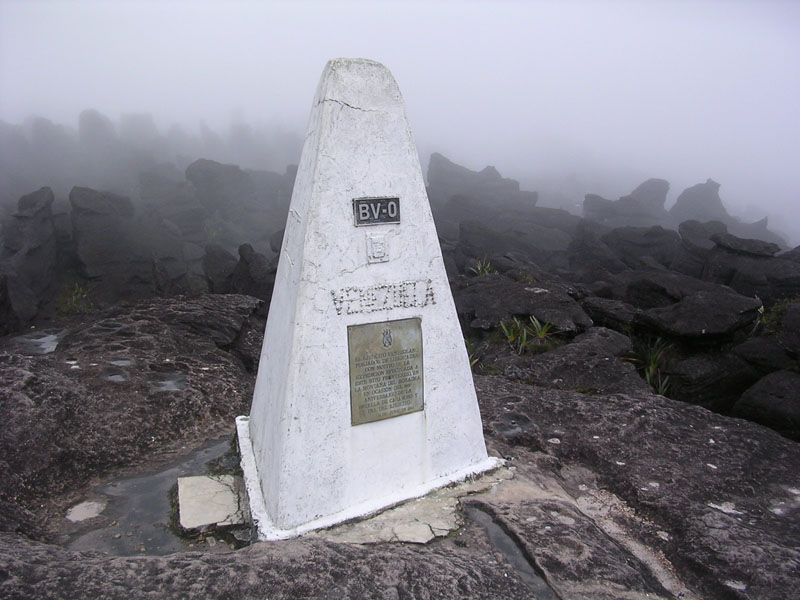
Der Tripel-Punkt auf Roraima markiert das Dreiländereck von Venezuela, Brasilien und Guyana